# Gran Bretagna ai II Giochi olimpici invernali
La Gran Bretagna partecipò ai II Giochi olimpici invernali, svoltisi a Sankt Moritz, Svizzera, dall'11 al 19 febbraio 1928, con una delegazione di 32 atleti impegnati in cinque discipline.

## Medaglie

### Per discipline
| Sport    | Oro | Argento | Bronzo | Totale |
| -------- | --- | ------- | ------ | ------ |
| Skeleton | 0   | 0       | 1      | 1      |
| Totale   | 0   | 0       | 1      | 1      |

### Medaglie
| Medaglia | Atleta         | Sport    | Evento |
| -------- | -------------- | -------- | ------ |
| Bronzo   | David Carnegie | Skeleton | -      |